# Église Saint-Loup de Champs-sur-Marne
Pour les articles homonymes, voir Église Saint-Loup.
L’église Saint-Loup date du milieu du XVIIe siècle (1655-1660). Elle appartient à la commune de Champs-sur-Marne depuis la séparation de l'Église et de l’État en 1905. Ainsi, le porche roman de cette église porte au fronton la devise de la république : « Liberté, Égalité, Fraternité ». C'est une des nombreuses églises de France à porter cette devise qui, sur un édifice religieux, surprend souvent le visiteur.

## Histoire de l'église

### Au Moyen-Âge
Le moine irlandais saint Fursy (567 - 650) premier abbé de Lagny, remplissant la fonction de chorévêque qui équivalait à celle de vicaire général, bâtit une église au diocèse de Paris, entre Gournay et Lagny en un lieu dénommé « Campus » (Champs) à l’initiative de saint Babolein (? - vers 660 ou 670) premier abbé de Saint-Maur-des-Fossés tel qu'il l'est rapporté dans « Vie et miracles de saint Maur » rédigé par Odon de Glanfeuil au IXe siècle. Cet ouvrage de 128 pages comporte notamment le texte de « La vie de saint Babolein ». Audebert ou Audobert, évêque de Paris de 644 à 650, fait la dédicace de cette église au milieu du VIIe siècle (probablement en 648) et procède à la consécration de deux autels l’un en l’honneur de la sainte Vierge et l’autre de saint Pierre.
Cette église est ensuite détruite à deux reprises : guerres, pillages et un incendie. Les habitants de Champs s’établissent alors dans les paroisses voisines. Au XIe siècle, Champs est ainsi une dépendance religieuse de la paroisse de Malnoue (aujourd’hui quartier d’Émerainville). Réciproquement un siècle plus tard et à cause également d’une guerre, les habitants de Malnoue sont contraints de quitter leur paroisse et de la transférer à Champs. Au XIIIe siècle une église dédiée à saint Marcellin et à saint Pierre figure bien au pouillé du diocèse de Paris. Au XIVe siècle un nouvel édifice est reconstruit. Le 30 novembre 1333, lors de la dédicace, saint Leu (saint Loup) est ajouté comme troisième saint patron.

### Saint Loup
Saint Leu (573-623) archevêque de Sens nommé ainsi au nord de la Marne : saint Loup dans l'ancien diocèse de Sens. Il était très populaire en Seine-et-Marne. Il avait la vertu de guérir les enfants de la peur et des convulsions. Son nom était associé dans la tradition à l'homonymie qu'il avait avec le loup, animal tant redouté dans nos campagnes au XIXe siècle. Jusqu'en 1900, il y eut à Champs un pèlerinage avec messe, vêpres, salut, bénédiction des enfants et vénération des reliques de saint Loup. Fête le 1er septembre.

## Architecture

### Extérieur de l’église

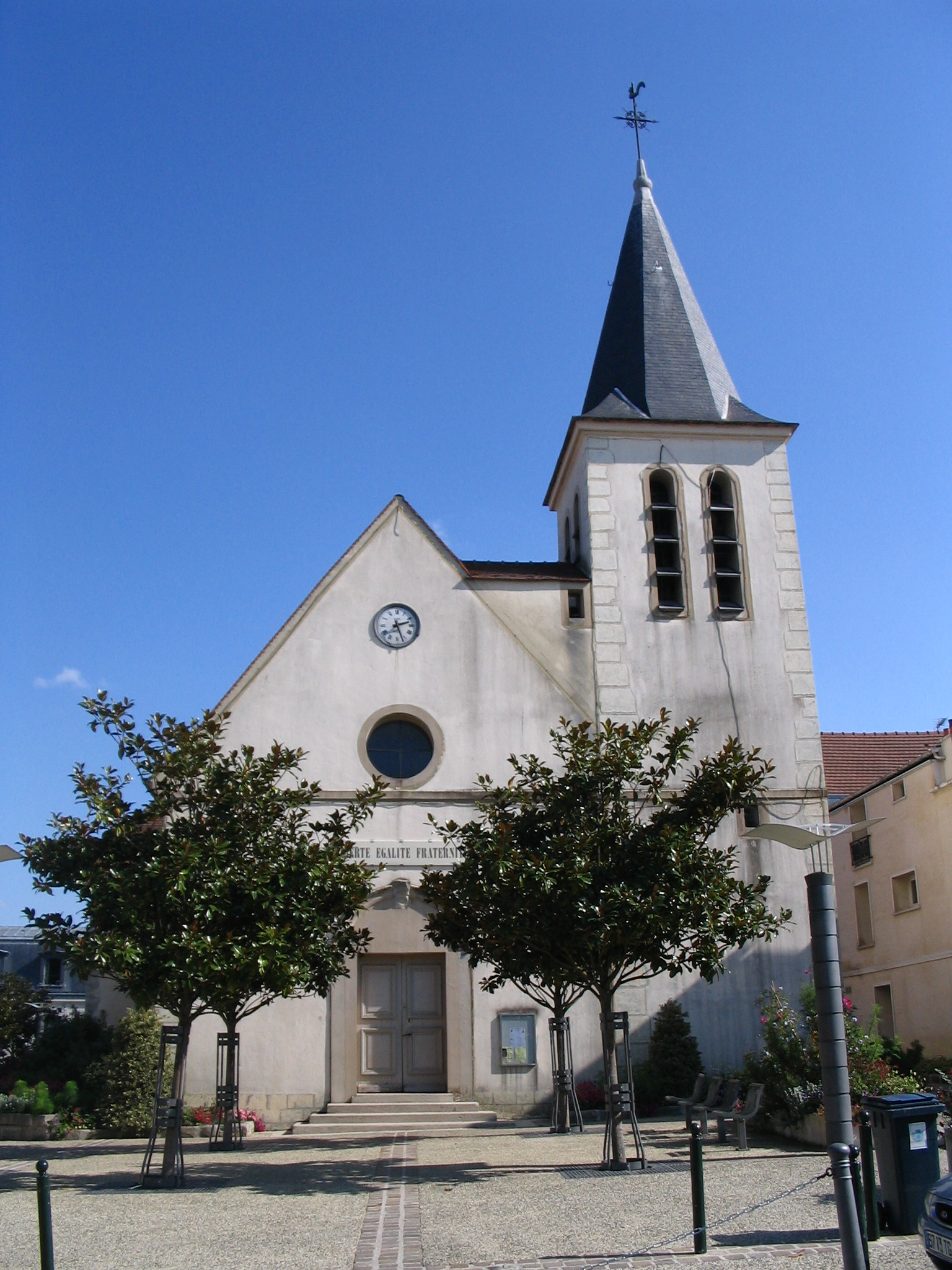
Église Saint-Loup de Champs-sur-Marne.

L’église actuelle date du milieu du XVIIe siècle (1655-1660). La partie la plus ancienne serait la croisée du transept qui remonterait à la reconstruction du XIVe siècle. L'édifice a un plan typique en forme de croix latine avec nef principale et transept. L'axe de l'édifice est orienté classiquement est-ouest avec le chevet à l'est comme cela est le cas pour la majorité des églises depuis le Haut Moyen Âge où l’orientation du chevet vers l’orient (ou levant : là ou le soleil se lève) se généralise au XIe siècle et XIIe siècle. La nef se termine par une abside en rond-point à voûte en cul-de-four. À l'extérieur, six contreforts soutiennent les murs : deux sur le mur gouttereau nord et un sur le mur gouttereau sud de la nef ainsi que trois sur l'abside. Autour de la croisée s'organisent le chœur tourné vers l’est et deux petites chapelles, l’une au nord et l’autre au sud. L'angle saillant extérieur sud-est de la chapelle sud présente un chanfrein arrêté d'un bout (vers le haut) en biseau. Entre cette chapelle sud et le clocher se trouve la sacristie. Cette sacristie accolée à la chapelle sud occulte une baie de la nef ce qui dénote qu'elle est un élément rapporté à l'église non prévu à l'origine. Le pignon de la façade, en triangle équilatéral, est percé d’un oculus circulaire décoré d'un vitrail représentant une colombe de la paie. Au-dessus de cet oculus se trouve une horloge. Onze baies à linteau en arc de plein cintre apportent de la lumière à l’édifice : quatre pour la nef (dont une est occulté par la sacristie), quatre pour le transept et trois pour l'abside. La tour du clocher est reliée au pignon de façade et à la nef par deux jouées en forme de triangle rectangle et couvertes d’un toit à bâtière.

### Intérieur de l’église
Dans le chœur, le maître-autel, de la seconde moitié du XVIIIe siècle, comporte un retable à quatre colonnes qui est surmonté d'un tableau, dans un cadre doré et sculpté : « Le Ravissement de saint Paul au ciel par les anges ». Cette peinture, interprétation d’une œuvre de Nicolas Poussin, a sans doute été exécutée vers 1770-1780. Au plafond de chacune des deux chapelles nord et sud est accroché un lustre qui provient du château de Champs-sur-Marne. Ces lustres sont inscrits à l'inventaire supplémentaire des objets mobiliers de Seine-et-Marne. La chapelle nord comporte un autel consacré à la Vierge. Au mur on peut voir une copie d’une Annonciation. La chapelle sud est dédiée à saint Leu de Sens. Un autel comporte une statue du saint en tenue d'évêque et un reliquaire. À droite de la nef en sortant se trouve un baptistère à godrons daté de 1680.

### Les vitraux
En 1867, la comtesse de Brévannes, les familles de Nicolaï, Santerre et Menier, font don de quatre vitraux, respectivement : « L’Adoration des Mages », « La Fuite en Égypte », « l'Intérieur de Nazareth « et « Jésus au milieu des Docteurs ». Les vitraux du chœur et de la façade nord ont été détruits par le souffle provoqué lors du bombardement anglo-américain de la gare de triage de Vaires le 29 mars 1944. « Ce jour-là, plusieurs trains présentant un intérêt militaire évident se trouvent rassemblés sur le triage : l'un d'eux transporte de l'essence, deux autres du matériel, un quatrième des munitions et le dernier des troupes. Aussitôt averties de cette situation par la Résistance, les autorités anglaises réagissent promptement et ne laissent pas passer l'occasion de frapper l'ennemi. L'attaque des bombardiers, à 21 h 30, est d'une effroyable efficacité : le train de munitions est touché et explose, le train d'essence est en flamme et il ne reste rien du train de troupes. Camions et blindés sont en grande partie détruits. Le nombre des victimes allemandes n'a jamais été connu avec précision - certains historiens l'estiment à 1 200, d'autres à 2 735 - mais il est certain que plusieurs centaines de soldats allemands ont péri au cours de ce bombardement qui a provoqué également une douzaine de morts dans la population civile (vairois et cheminots travaillant sur le triage). ».

### Les toitures
Sur le transept, la toiture des chapelles nord et sud est dissymétrique. Alors que la chapelle sud à une toiture à deux versants en forme de « Γ » (lettre majuscule grec "gamma") avec pignon à l’est, la chapelle nord a une toiture également à deux versants et en forme de « Γ » mais avec une croupe à l’ouest au lieu d’un pignon.
Les toitures de ces deux chapelles et leurs faîtières représentent les deux branches horizontales gammées d’une croix.
La nef est couverte d’un toit à deux versants dit toit à bâtière se terminant en croupe circulaire semi-conique du côté du chevet. La sacristie a un toit en appentis malheureusement fait de plaques ondulées de fibro-ciment en complet désaccord avec le style et l’architecture de l’église, élément anachronique qui rompt l’unité de l’édifice. Les toitures sont en tuiles plates de terre cuite à l'exception de celles du clocher qui est en ardoise et de celle de la sacristie qui est en plaques ondulées de fibrociment.

### Le clocher

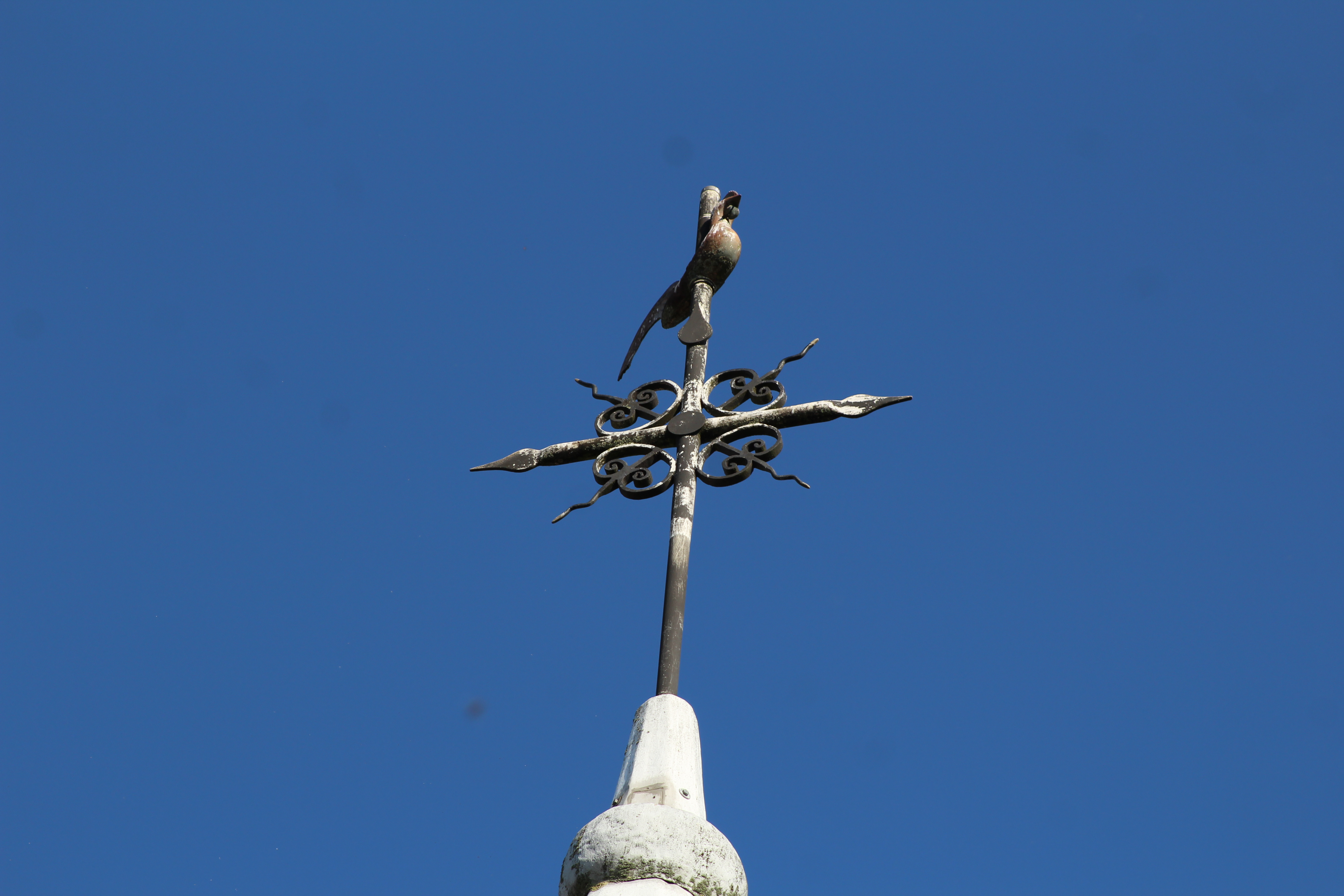
La flêche du clocher

Le clocher est conservé lors de la rénovation du milieu du XVIIe siècle. Mais devenu vétuste il est remplacé vers 1680. Il flanque, au sud en façade, la nef. Ce clocher à tour carrée est coiffé par une flèche de charpentepyramidale (de section octogonale) en bois et couverte en ardoise. Chacun des quatre coins de la flèche du clocher comporte une besace avec un arêtier courbe et deux noulets également courbes. La chambre des cloches est percée, sur chacun des quatre côtés du clocher, de deux baies géminées de type roman. Chaque baie est munie de quatre abat-sons(lames obliques destinées à rabattre le son des cloches vers le sol), à l'exception des baies nord qui n'en comportent que deux et sont moins hautes. La flèche du clocher se termine par une croix en fer forgé surmontée d'une girouette fixe en forme de coq gaulois.

## La pierre tombale de De Gourbillon
Une pierre tombale (inscrite à l'Inventaire supplémentaire des monuments historiques en 1985) scellée sur le mur nord de l'église nous rappelle la sépulture de Charles Florent de Gourbillon (1739-1818), directeur de la Poste aux lettres de Lille, intendant de Marie-Joséphine de Savoie qui devint l’épouse de Louis XVIII. De Gourbillon né en 1739 à Marseille, épousa Marguerite de Gourbillon en 1763 et décéda le 27 décembre 1818 à Champs lors d’un passage dans la commune et y fut enterré.